# Deutsche Mitte

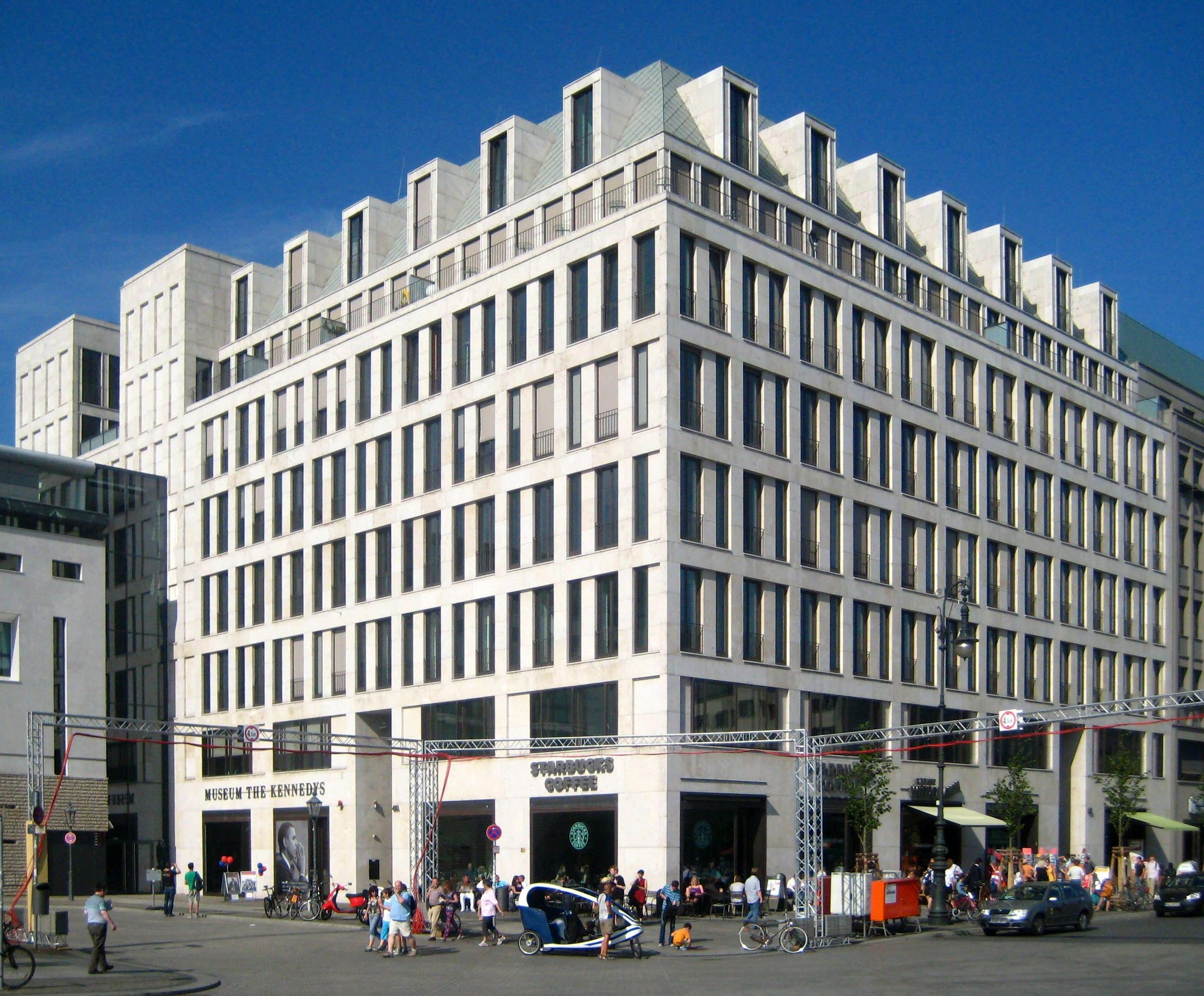
Sitz der Partei im Gebäude Pariser Platz 4a in Berlin

Die Deutsche Mitte (Kurzbezeichnung: DM; Zusatzbezeichnung: Politik geht anders …!) ist eine Kleinpartei in Deutschland.

## Geschichte
Die Partei wurde 2013 von Christoph Hörstel gegründet.
Zur Bundestagswahl 2017 warb die Partei unter anderem mit dem Slogan „Menschen helfen – statt Migration fördern“ und ließ sich von der Hip-Hop-Band Die Bandbreite unterstützen.
Die Partei konnte, mit Ausnahme von Hamburg, Sachsen, Sachsen-Anhalt, Schleswig-Holstein, Rheinland-Pfalz und Mecklenburg-Vorpommern, bundesweit gewählt werden.
Im November 2017 gaben der Bundesvorsitzende Hörstel sowie der 2. Bundesvorsitzende, der Parteisprecher für Finanzen und der Bundesgeneralsekretär den Rücktritt von ihren Ämtern und den Austritt aus der Partei bekannt. Im November 2018 wurden alle Positionen im Vorstand wieder besetzt.
Im Juli 2017 hatte die Partei nach eigenen Angaben 3300 Mitglieder. (15. Juli 2017) Im Juli 2021 gab die Partei vor dem Bundeswahlausschuss nur noch eine Mitgliederzahl von 500 an.

## Programm
Laut der Tagesschau „kann [die Partei] als Israel-kritisch bezeichnet werden“. Sie lehnt in ihrem außenpolitischen Programm eine deutsche Staatsräson für die Sicherheit Israels ab und setzt sich für eine Einstaatenlösung mit vollem Rückkehrrecht aller Palästinenser ein. Außerdem lehnt sie eine Beteiligung an Kampfeinsätzen mit deutschen Soldaten außerhalb des NATO-Gebietes ab und will den Austritt Deutschlands aus der Euro-Gruppe erreichen.
Die Rhetorik der Deutschen Mitte verwendet Elemente, die auch von populistischen Parteien verwendet werden, in Programmatik und Äußerungen finden sich verschwörungstheoretische Ansätze.
Zur Einwanderungspolitik finden sich im Parteiprogramm restriktive Forderungen wie die eines neuen Ausländergesetzes mit niedrigen Obergrenzen. Darüber hinaus möchte die Deutsche Mitte die Massenzuwanderung an den Außengrenzen durch Friedenspolitik und politische, wirtschaftliche und humanitäre Hilfe in Ursprungs- und Erstaufnahmeländern unterbinden und Migranten ohne Integrationsbereitschaft zurückweisen. Hingegen sollen „rechtmäßige Einwanderer“ besser integriert und behandelt werden.
Die Partei fordert eine Vereinfachung und langfristig eine weitgehende Abschaffung des Steuersystems und will gleichzeitig „alternative und regionale Währungen“ fördern und die Deutsche Mark wieder einführen. Zudem stellt sie die Unabhängigkeit der Medien in Frage, weshalb sie die Finanzierung des öffentlich-rechtlichen Rundfunks einstellen möchte.
Die Deutsche Mitte will Familien durch Prämien fördern. Sie beabsichtigt, für die Geburt des ersten Kindes 5.000 Euro und für die Geburt jedes weiteren Kindes jeweils 10.000 Euro auszuzahlen und das Kindergeld zu verdoppeln, jedoch nur für „intakte Familien in geordneten Verhältnissen, in denen verheiratete, leibliche Eltern ihre eigenen Kinder erziehen“. Der verpflichtende Schulbesuch für Kinder soll abgeschafft werden.
Die Partei meint, dass jeder arbeitsfähige Mensch einer Beschäftigung nachgeht, und beabsichtigt, ausschließlich für deutsche Staatsbürger, nach einer Übergangszeit von 3 bis 5 Jahren ein bedingungsloses Grundeinkommen einzuführen. In der Übergangszeit soll es für gemeinnützige Arbeit ein Solidarisches Grundeinkommen in Höhe von etwa 1200 Euro geben.
Gesundheitspolitisch wendet sich die Partei gegen eine „überteuerte Kartellmedizin“. Sie strebt eine „kostenlose medizinische Grundversorgung für alle“ und die Anerkennung „ganzheitlicher“ Methoden an. Die Deutsche Mitte steht Impfungen ablehnend gegenüber und will das „Impf-Mobbing“ beenden. Sie sieht die „wahren Krankheitsursachen“ beispielsweise in Pestiziden, Umwelt- und Medikamentengiften, Elektrosmog, Junkfood und Luftverschmutzung.
Des Weiteren lehnt die Deutsche Mitte Gender-Mainstreaming ab und verlangt die „Offenlegung von Geheimdokumenten, beispielsweise über Spionage, neue Technologien und außerirdisches Leben“.

## Politische Einordnung
Die Rhetorik und das Programm der Deutschen Mitte enthalten populistische Elemente und laut der Tageszeitung unter anderem an Reichsbürger erinnernde verschwörungstheoretische und rechte Positionen, wie etwa eine vermeintlich mangelnde Souveränität Deutschlands, sowie Ideen des Anthroposophie-Gründers Rudolf Steiner.
Benjamin Steinitz von der Recherche- und Informationsstelle Antisemitismus (RIAS), die vom Senat von Berlin gefördert wird, ordnet die Deutsche Mitte, die er beim Berliner Al-Quds-Marsch 2017 beobachtete, als „rechte Querfrontpartei“ ein. Nach Meinung der bei der Johann Daniel Lawaetz-Stiftung angesiedelten Hamburger Landeskoordinierungsstelle des Beratungsnetzwerkes gegen Rechtsextremismus versuchte die Partei 2017, „unter dem Dach der Hamburger Friedensbewegung […] antisemitische Haltungen auf dem Hamburger Ostermarsch zu verbreiten“. So bediente sie sich beispielsweise antisemitischer Stereotypen wie der Krake, der listigen Schlange oder des Strippenziehers, welche mitunter Verbreitung im Nationalsozialismus gefunden hatten.

## Organisation, Struktur
Die Struktur der Deutschen Mitte ist, wie vom Parteiengesetz vorgeschrieben, klassisch organisiert in Vorstand, Unterverbände, Landesverbände und deren Vorsitzende.

### Bundesvorstand
Bundesvorsitzender ist Swen Hüther, Stellvertretende Bundesvorsitzende ist Ilona Dittmar, Generalsekretär ist Georg Heyne, Generalsekretär IT Stephan Neuhaus, Bundesschatzmeister ist Johannes Gerhard Madsen und Sprecher für auswärtige Angelegenheiten ist Oliver Schneemann. Ferner gehören dem Bundesvorstand als Beisitzer  Pavel Procházka, Dieter Wolter, Siegfried Kupsch, Alexander Droste und Reiner Weber an.

### Landesverbände
|             | Landesverband          | Gründungsdatum    | Vorsitzender (Stand: 13. Juni 2017) |
| ----------- | ---------------------- | ----------------- | ----------------------------------- |
| Berlin      | Baden-Württemberg      | 20. November 2016 | Klaus Schoeffler                    |
| Berlin      | Bayern                 | 16. Oktober 2016  | Jörg Lindner                        |
| Berlin      | Berlin                 | 11. Februar 2017  | Axel Knaak                          |
| Brandenburg | Brandenburg            | 19. Februar 2017  | Paul Schlagheck                     |
| Berlin      | Hessen                 | 25. April 2017    | Kornelius Neuhof                    |
| Berlin      | Mecklenburg-Vorpommern | 19. November 2016 | Andreas Höhn                        |
| Berlin      | Niedersachsen          | 18. Dezember 2016 | Mathias Lenz                        |
| Berlin      | Nordrhein-Westfalen    | 15. November 2016 | Michael Longerich                   |
| Berlin      | Sachsen                | 15. Januar 2017   | Sandro Jablonski                    |
| Berlin      | Schleswig-Holstein     | 4. Dezember 2016  | Reinhard Wirth                      |